# Lars Viggo Jensen
Lars Viggo Jensen (ur. 19 sierpnia 1945 roku) – duński kierowca wyścigowy.

## Kariera
Jensen rozpoczął karierę w wyścigach samochodowych w 1976 roku od startów w Europejskiej Formule 3, gdzie jednak nie zdobywał punktów. W późniejszych latach Duńczyk pojawiał się także w stawce World Championship for Drivers and Makes, FIA World Endurance Championship, World Sports-Prototype Championship oraz 24-godzinnego wyścigu Le Mans.